# Fritz Lickint
Fritz Balduin Lickint (* 1. Oktober 1898 in Leipzig; † 7. Juli 1960 in Heidelberg) war ein deutscher Internist und Hochschullehrer sowie ein Pionier auf dem Gebiet der Erforschung der Gesundheitsrisiken des Tabakrauchens. Er gilt als einer der bedeutendsten Tabakforscher seiner Zeit.

## Werdegang
Fritz Lickint war das fünfte Kind des Obersteuerinspektors Paul Lickint und dessen Frau Marie, geborene Voigtmann. Nach dem Besuch der Volksschule in Leipzig ging er auf das Dresdner König-Georg-Gymnasium. Sein Notabitur machte er 1915 während eines Fronturlaubs. In Abwesenheit schrieb er sich 1917 an der Universität Leipzig zunächst für Jura ein, begann dann aber doch ein Medizinstudium. Seine Professoren waren unter anderem Adolf von Strümpell, Erwin Payr und Walter Stoeckel. Das Staatsexamen absolvierte Lickint 1923 und im gleichen Jahr wurde er über das Thema seiner Dissertation Die Leukozytenreaktion nach der modernen Reiztherapie und den physikalischen Behandlungsmethoden promoviert. Als Assistenzarzt arbeitete er im Stadtkrankenhaus Dresden-Johannstadt und danach im dortigen Säuglingsheim. 1925 ging Lickint als Assistenzarzt an den staatlichen Krankenstift in Zwickau. Zwei Jahre später wurde er dort erster Assistent der Klinik.
Ebenfalls 1927 wurde er Mitglied im Verein abstinenter Ärzte, dem Tabakgegner-Bund, dem Verein sozialistischer Ärzte (VSÄ) und der Sozialdemokratischen Partei Deutschlands (SPD). 1929 wurde er Oberarzt an der Inneren Abteilung des Städtischen Küchwald-Krankenhauses in Chemnitz. Dort arbeitete er bis 1934, als er als SPD-Mitglied und als beamteter Arzt von den Nationalsozialisten in den Ruhestand versetzt wurde. Daraufhin ging Lickint zurück nach Dresden und ließ sich dort mit einer internistischen Praxis nieder. 1939 wurde er als Unterarzt zum Wehrdienst einberufen. Er diente zuerst in einer Sanitätskompanie in Frankreich und später in der Ukraine. Er erkrankte mehrfach an Diphtherie, weshalb er nach seiner dritten Infektion in ein Reservelazarett nach Chemnitz versetzt wurde. Dort arbeitete es bis zum Kriegsende als Internist und Röntgenologe. Bei den Luftangriffen auf Dresden im Februar 1945 wurden sein Haus und seine Praxis zerstört.
Nach Kriegsende wurde Lickint 1945 leitender Arzt des Stadtkrankenhauses Weißer Hirsch in Dresden. Drei Jahre später war er leitender Arzt der Inneren Abteilung des Krankenhauses Dresden, das damals ein Hilfskrankenhaus war, welches zum Stadtkrankenhaus Dresden-Neustadt gehörte. Nach seiner Habilitation über das Thema Saccharin und Organismus bei Georg Wildführ hielt Lickint an der Technischen Hochschule Dresden Vorlesungen über Hygiene. 1951 wurde er zum Professor mit Lehrauftrag für Lebens- und Genußmittelhygiene ernannt. Von 1953 bis zu seinem Tod leitete er parallel dazu als Chefarzt die 1. Medizinische Klinik des Stadtkrankenhauses in Dresden-Friedrichstadt. 1957 wurde Lickint Vorsitzender des Komitees zur Verhütung des Krebses. 1960 verstarb er in Heidelberg an einem inoperablen Hirntumor.
Lickint war in der von den Nationalsozialisten initiierten Anti-Tabak-Kampagne engagiert, war aber zu keiner Zeit Mitglied der NSDAP. Seine Anstellung als Beamter verlor er 1934, weil er in einem Fragebogen seine Mitgliedschaft in dem inzwischen aufgelösten VSÄ verleugnete. 1940 geriet Lickint in erste Schwierigkeiten, weil Karl Astel als Rektor der Universität Jena bei der Überprüfung der Mitarbeiter am Jenaer Wissenschaftlichen Institut zur Erforschung der Tabakgefahren herausfand, dass Lickint vor der Machtergreifung Mitglied der SPD, des VSÄ und der Liga für Menschenrechte war. Er wurde jedoch wegen seiner Forschungen von Reichsgesundheitsführer Leonardo Conti protegiert.

## Wissenschaftliche Beiträge
Einen Großteil seiner wissenschaftlichen Tätigkeit widmete Lickint den gesundheitlichen Folgen des Tabakrauchens. Neben der Forschungstätigkeit auf diesem Gebiet engagierte er sich auch in der Aufklärung der Bevölkerung über die Gefahren des Tabakkonsums. Schon 1925 veröffentlichte Lickint einen Artikel Über den Einfluß des Tabaks auf den Magen. Ein Jahr später beklagte er die Methoden der Tabakindustrie, die auch in Sportkreisen Werbung für ihre Produkte betrieb. Als einer der ersten Mediziner erkannte Lickint den Zusammenhang zwischen Tabakkonsum und Bronchialkarzinom, den er 1929 in einen Übersichtsartikel (Tabak und Tabakrauch als ätiologischer Faktor des Carcinoms), veröffentlichte. Noch deutlicher wurde er in seinem Artikel Der Bronchialkrebs der Raucher von 1935. Darin äußert er sich beispielsweise wie folgt:

„..dass m. E. kein Zweifel mehr bestehen kann, dass der Tabakrauch auch eine erhebliche Bedeutung für die Entstehung der Bronchialkrebserkrankung im allgemeinen und die auffallende Zunahme dieser Krankheit beim männlichen Geschlecht im besonderen besitzt..“

Auch vor den Folgen des Passivrauchens – diesen Begriff prägte Lickint, wie auch die Rauchstraße, als Erster – warnte er eindringlich.
1939 veröffentlichte Lickint mit der Monografie Tabak und Organismus sein bedeutendstes Werk. Es wird noch heute als die umfassendste wissenschaftliche Anklage gegen das Rauchen eingestuft.
Auf über 1200 Seiten setzt sich Lickint darin unter anderem mit tabakassoziierten Erkrankungen, medizinhistorischen Fragen und anderen durch Tabak verursachten Problemen, sowie Möglichkeiten der Raucherentwöhnung auseinander. Nikotinabhängige Menschen bezeichnete er als „Nicotinisten“, die er wie folgt definierte:

„Nicotinist ist für mich nur ein Mensch, der in ein psychisches und physisches Abhängigkeitsverhältnis zum Nicotin geraten ist, so dass er nicht ohne Begleiterscheinungen oder überhaupt nicht den Tabakgenuß einstellen kann.“

1953 veröffentlichte Lickint ein zweites Buch: Ätiologie und Prophylaxe des Lungenkrebses. Er widmete es:

„… den 100 000 bis 200 000 Deutschen, die im besten Alter ihres Lebens in den nächsten zehn Jahren dem Lungenkrebs zum Opfer fallen werden, wenn wir Ärzte nichts unternehmen.“

In diesem Werk schrieb er die kanzerogene Wirkung des Tabakrauches dem Tabakteer und den darin enthaltenen Kohlenwasserstoffen zu.
Wegen seiner gegen die Interessen der Tabakindustrie gerichteten Veröffentlichungen war Lickint der von diesem Industriezweig „am glühendsten gehasste Arzt“.

## Ehrungen
Zu Lebzeiten erhielt Fritz Lickint keine Ehrungen. Von 2010 bis 2014 wurde von der Deutschen Gesellschaft für Nikotin und Tabakforschung fünfmal die Fritz Lickint-Medaille „für hervorragende Leistungen und nennenswerte berufs- und gesellschaftspolitische Aktivitäten von Personen, die sich unermüdlich im Bereich Rauchen und Gesundheit, Nichtraucherschutz, Nikotin- und Tabakforschung, Tabakkontrolle oder Prävention engagieren“ vergeben. Die Gesellschaft wurde im Verlauf des Jahres 2023 liquidiert.